# العلاقات التشيكية الأمريكية
العلاقات التشيكية الأمريكية هي العلاقات الثنائية التي تجمع بين التشيك والولايات المتحدة.

## مقارنة بين البلدين
هذه مقارنة عامة ومرجعية للدولتين:
| وجه المقارنة                                              | التشيك                                                                            | الولايات المتحدة                                                                                                  |
| --------------------------------------------------------- | --------------------------------------------------------------------------------- | --- |
| المساحة (كم2)                                             | 78.87 ألف                                                                         | 9.83 مليون |
| عدد السكان (نسمة)                                         | 10.52 مليون                                                                       | 311.58 مليون |
| الكثافة السكانية (ن./كم²)                                 | 133.38                                                                            | 31.7 |
| العاصمة                                                   | براغ                                                                              | واشنطن العاصمة |
| اللغة الرسمية                                             | اللغة التشيكية                                                                    | لغة إنجليزية |
| العملة                                                    | كرونة تشيكية، كرونة تشيكوسلوفاكية                                                 | دولار أمريكي |
| الناتج المحلي الإجمالي (بليون دولار)                      | 215.73 مليار                                                                      | 19.39 تريليون |
| الناتج المحلي الإجمالي (تعادل القوة الشرائية) بليون دولار | 356.15 مليار                                                                      | 18.04 تريليون |
| الناتج المحلي الإجمالي الاسمي للفرد دولار أمريكي          | 17.55 ألف                                                                         | 56.12 ألف |
| الناتج المحلي الإجمالي للفرد دولار أمريكي                 | 31.19 ألف                                                                         | 54.63 ألف |
| مؤشر التنمية البشرية                                      | 0.878                                                                             | 0.920 |
| رمز المكالمات الدولي                                      | +420                                                                              | +1 |
| رمز الإنترنت                                              | .cz                                                                               | .us، حكومة، .mil، Edu.                                                                                            |
| المنطقة الزمنية                                           | ت ع م+01:00، ت ع م+02:00، توقيت وسط أوروبا، توقيت وسط أوروبا الصيفي، أوروبا/براغ ‏ | توقيت ساموا الأمريكية، توقيت أطلنطي موحد، منطقة زمنية وسطى، توقيت ألاسكا ‏، المنطقة الزمنية الجبلية، توقيت تشامرو ‏ |

## مدن متوأمة
في ما يلي قائمة باتفاقيات التوأمة بين مدن تشيكية وأمريكية:
- ترتبط تابور مع أوريندا باتفاقية توأمة.
- ترتبط براغ مع شيكاغو باتفاقية توأمة منذ 1967.
- ترتبط برنو مع دالاس باتفاقية توأمة منذ 1973.
- ترتبط تشيسكي كروملوف مع ميامي بيتش باتفاقية توأمة.
- ترتبط أوبافا مع كيارني باتفاقية توأمة.[15][16][17][18]
- ترتبط كارلوفي فاري مع كارلسباد باتفاقية توأمة منذ 1998.[19][20][21][22]
- ترتبط بلزن مع برمنغهام باتفاقية توأمة منذ 1987.[23][23][23]
- ترتبط أوسترافا مع بيتسبرغ باتفاقية توأمة منذ 1971.
- ترتبط أولوموتس مع أوينسبورو باتفاقية توأمة.

## منظمات دولية مشتركة
يشترك البلدان في عضوية مجموعة من المنظمات الدولية، منها:
| علم المنظمة | اسم المنظمة                               | تاريخ انضمام التشيك | تاريخ انضمام الولايات المتحدة |
| ----------- | ----------------------------------------- | ------------------- | ----------------------------- |
|             | وكالة ضمان الاستثمار متعدد الأطراف        | 1993                | 12 أبريل 1988                 |
|             | الوكالة الدولية للطاقة                    | ?                   | ?                             |
|             | الاتحاد الدولي للاتصالات                  | 1993                | 1 يوليو 1908                  |
|             | يونسكو                                    | 22 فبراير 1993      | 4 نوفمبر 1946                 |
|             | الأمم المتحدة                             | 19 يناير 1993       | 24 أكتوبر 1945                |
|             | مؤسسة التمويل الدولية                     | 1993                | 20 يوليو 1956                 |
|             | منظمة الشرطة الجنائية الدولية             | ?                   | ?                             |
|             | مركز تنسيق الحركة في أوروبا ‏              | ?                   | ?                             |
|             | الاتحاد البريدي العالمي                   | ?                   | ?                             |
|             | منظمة حظر الأسلحة الكيميائية              | ?                   | ?                             |
|             | اتفاقية السماوات المفتوحة                 | ?                   | ?                             |
|             | منظمة التجارة العالمية                    | ?                   | ?                             |
|             | منظمة الأمن والتعاون في أوروبا            | 1993                | 25 يونيو 1973                 |
|             | نظام تحكم تكنولوجيا القذائف               | 1998                | 1987                          |
|             | مجموعة الموردين النوويين                  | ?                   | ?                             |
|             | منظمة التعاون الاقتصادي والتنمية          | ?                   | ?                             |
|             | المركز الدولي لتسوية المنازعات الاستشارية | 22 أبريل 1993       | 14 أكتوبر 1966                |
|             | البنك الدولي للإنشاء والتعمير             | 1993                | 27 ديسمبر 1945                |
|             | مؤسسة التنمية الدولية                     | 1993                | 24 سبتمبر 1960                |
|             | حلف شمال الأطلسي                          | 12 مارس 1999        | 4 أبريل 1949                  |
|             | الفريق المعني برصد الأرض                  | ?                   | ?                             |
|             | مجموعة أستراليا                           | 1994                | 1985                          |

## أعلام
هذه قائمة لبعض الشخصيات التي تربطها علاقات بالبلدين:
- أشتون كوتشر (ممثل أمريكي، 7 فبراير 1978[36][37] – )
- ألكسندرا داداريو (ممثلة أمريكية، 16 مارس 1986[38] – )
- إيفان ليندل (7 مارس 1960 – )
- إيفانا ترامب (سيدة أعمال، تشكيلية أمريكية، 20 فبراير 1949[39] – )
- إيفانكا ترامب (سيدة أعمال أمريكية، عارضة أزياء سابقة وابنة الرئيس الأمريكي دونالد ترامب، 30 أكتوبر 1981[40] – )
- برندان فريزر (ممثل أداء صوتي أمريكي، 3 ديسمبر 1968[41][42][43] – )
- تيري هاتشر (8 ديسمبر 1964[44][45] – )
- جوزيف شومبيتر (عالم اقتصاد نمساوي، 8 فبراير 1883[46][47][48] – 8 يناير 1950[46][47][48])
- جيم جارموش (22 يناير 1953[49][50][51] – )
- سيسي سبيسك (25 ديسمبر 1949[52][53] – )
- كارل مالدن (ممثل أمريكي، 22 مارس 1912[54][55][56] – 1 يوليو 2009[54][55][56])
- مارتينا نافراتيلوفا (18 أكتوبر 1956[57][58][59] – )
- ميلوش فورمان (مخرج وممثل وسيناريست وأستاذ جامعي أمريكي تشيكي، 18 فبراير 1932[60][61] – 13 أبريل 2018[60])
- نيكولاس سباركس (31 ديسمبر 1965[62][63] – )
- يوجين سيرنان (رائد فضاء أمريكي، 14 مارس 1934[64][65][66] – 16 يناير 2017[65])

## وصلات خارجية
- موقع وزارة الخارجية التشيكية
- موقع وزارة الخارجية الأمريكية